# Barbara Ann Scott
Barbara Ann Scott (Ottawa, 9 mei 1928 – Fernandina Beach, 30 september 2012) was een Canadees kunstschaatsster. De tweevoudig wereld- en Europees kampioene werd in 1948 ook olympisch kampioen bij de vrouwen. Scott was de eerste kunstschaatser buiten Europa die de wereldtitel veroverde en de enige niet-Europese die Europees kampioen werd.

## Biografie

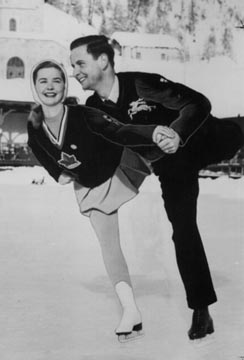
Scott en Hans Gerschwiler in 1948

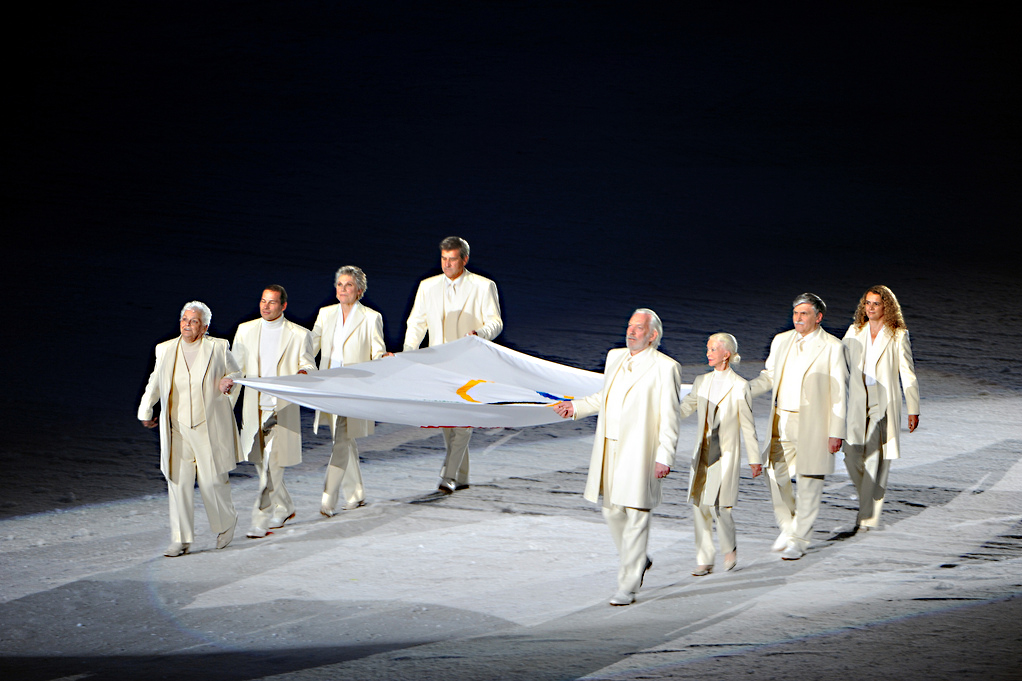
Scott (derde van rechts) tijdens de openingsceremonie van de Olympische Winterspelen in Vancouver (2010)

Barbara Ann Scott wordt beschouwd als een van de meest succesvolle kunstschaatsers van Canada. Ze had alle schaatsproeven al op haar tiende volbracht en op haar elfde, in 1939, werd ze voor het eerst nationaal kampioen bij de junioren. Scott prolongeerde in 1940 haar titel. In 1941 en 1942 deed ze een gooi naar de seniorentitel, maar legde ze het beide keren af tegen Mary Rose Thacker. Dit succes kwam ondanks het overlijden van haar vader in 1941, waardoor er weinig geld overbleef voor haar schaatslessen.
In 1944 won ze dan toch de eerste van in totaal vier nationale titels. In 1945 en 1947 werd Scott Noord-Amerikaans kampioen. De internationale wedstrijden werden in 1947 hervat en zij werd direct wereld- als Europees kampioen. Destijds mochten ook niet-Europeanen aan de EK meedoen. Ze is wel de enige niet-Europese kunstschaatsster die Europees kampioen werd, want na 1948 mochten enkel in Europa woonachtige schaatssters aan deze competitie deelnemen. Bij thuiskomst in Canada werd ze groots onthaald. Van de inwoners van haar geboortestad Ottawa kreeg ze een gele cabriolet, maar de latere IOC-president Avery Brundage was hier tegen en stond erop dat ze de auto inleverde op straffe van intrekking van haar amateurstatus. Scott luisterde hiernaar en mocht zodoende in 1948 meedoen aan de Olympische Winterspelen in Sankt Moritz. Hier won ze met gemak de gouden medaille.
Na de Spelen ging Scott verder als professioneel schaatsster. Ze schaatste met de Ice Capades, speelde in een Londense ijsshow gebaseerd op de musical Rose-Marie en deed mee aan de Hollywood Ice Revue. In 1955 beëindigde ze haar carrière en huwde ze met de Amerikaanse journalist en zakenman Thomas V. King, die ze tijdens het reizen voor de ijsshows had ontmoet. Ze vestigden zich in Chicago, waar Scott aan een tweede sportieve carrière begon in de paardensport.
Haar geboorteland was haar echter niet vergeten; ze was in 1988 en 2010 (beide Olympische Spelen werden georganiseerd door Canada) een van de dragers van de olympische vlam. In 2010 was ze tevens een van de vlagdragers. Scott won drie keer de Lou Marsh Trophy voor beste Canadese atleet (1945, 1947, 1948), werd in 1991 Officier in de Orde van Canada, kreeg in 1998 een ster op Canada's Walk of Fame en is opgenomen in diverse andere eregalerijen. Scott woonde bij haar overlijden in 2012 in Florida.

## Belangrijke resultaten
| Kampioenschap                  | 1939 | 1940 | 1941          | 1942          | 1944          | 1945          | 1946          | 1947          | 1948          |
| ------------------------------ | ---- | ---- | ------------- | ------------- | ------------- | ------------- | ------------- | ------------- | ------------- |
| Olympische Spelen              |      |      |               |               |               |               |               |               | Goud          |
| Wereldkampioenschap            |      |      |               |               |               |               |               | Goud          | Goud          |
| Europees kampioenschap         |      |      |               |               |               |               |               | Goud          | Goud          |
| Noord-Amerikaans kampioenschap |      |      | 6e            |               |               | Goud          |               | Goud          |               |
| Nationaal kampioenschap        |      |      | Zilver        | Zilver        | Goud          | Goud          | Goud          |               | Goud          |
| NK junioren                    | Goud | Goud | geen deelname | geen deelname | geen deelname | geen deelname | geen deelname | geen deelname | geen deelname |

1908: Madge Syers ·
1920: Magda Julin ·
1924: Herma Plank-Szabo ·
1928: Sonja Henie ·
1932: Sonja Henie ·
1936: Sonja Henie ·
1948: Barbara Ann Scott ·
1952: Jeannette Altwegg ·
1956: Tenley Albright ·
1960: Carol Heiss ·
1964: Sjoukje Dijkstra ·
1968: Peggy Fleming ·
1972: Beatrix Schuba ·
1976: Dorothy Hamill ·
1980: Anett Pötzsch ·
1984: Katarina Witt ·
1988: Katarina Witt ·
1992: Kristi Yamaguchi ·
1994: Oksana Bajoel ·
1998: Tara Lipinski ·
2002: Sarah Hughes ·
2006: Shizuka Arakawa ·
2010: Kim Yuna ·
2014: Adelina Sotnikova ·
2018: Alina Zagitova ·
2022: Anna Sjtsjerbakova
- Gemeinsame Normdatei: 139828753
- International Standard Name Identifier: 0000 0000 7262 4948
- Library of Congress Control Number: n83049870
- Virtual International Authority File: 35825083
- WorldCat: E39PBJxxh6MYMbv9bdJjfCTyh3